# Unverschämter Ritterling
Der Unverschämte Ritterling (Tricholoma lascivum) ist ein Pilz aus der Familie der Ritterlingsverwandten (Tricholomataceae). Er ist gekennzeichnet durch seine weißliche Farbe, dicht stehende Lamellen, einen starren, aber brüchigen Stiel, den nach längerem Kauen scharfen Geschmack, den nach längerem Liegen unangenehmen Geruch und das Vorkommen in Laubwäldern. Der mykologische Name lascivum stammt aus dem Lateinischen und bedeutet so viel wie „üppig, ausschweifend“ und bezieht sich auf seinen aufdringlichen Geruch.

## Merkmale

### Makroskopische Merkmale
Der Hut des Unverschämten Ritterlings ist 3 bis 7, manchmal auch bis 12 Zentimeter breit. Er ist anfangs gewölbt und später abgeflacht mit unregelmäßig gewellter oder dellig-höckeriger Oberfläche. Sie ist schmutzig weißlich bis hell ledergelblich getönt und besitzt schon jung blass ockerfarbene bis hell rostbraune Flecken. Die Oberfläche ist seidig matt, ohne Glanz und bei Trockenheit rissig. Der etwas überstehende Hutrand ist dünn und anfangs eingebogen. Er ist oft eingerissen und manchmal etwas gerippt.
Die gedrängt stehenden Lamellen sind am Stiel angewachsen, lassen sich aber leicht von ihm lösen, und mit einem Zahn herablaufend. Sie sind starr, recht hoch und weißlich sowie später cremefarben. Die Schneiden sind schwach gekerbt und färben sich beim Eintrocknen braun. Das Sporenpulver ist weißlich. Der feste, weißliche bis cremefarbene Stiel ist leicht keulig geformt und an der Basis manchmal zugespitzt. Er wird 3–7 cm lang und 6–15 mm dick. Seine Oberfläche ist ebenfalls glanzlos, ockerbräunlich längs überfasert und manchmal körnig-rostfleckig. An der Stielspitze befinden sich weiße, kleiige Flocken. Das blass gelblich-weiße Fleisch besitzt zunächst einen süßlich-widerlichen oder mehlartigen, später einen gasartig stechenden Geruch; es erinnert dann an den Starkriechenden Körnchenschirmling (Cystoderma carcharias). Der Geschmack ist bitterlich und höchstens nach längerem Kauen scharf.

### Mikroskopische Merkmale
Die Sporen sind elliptisch bis apfelkernfömig und messen 6–8,5 × 3–5 µm. Das Verhältnis der Länge zur Breite beträgt 1,5–2,1. Sie sind hyalin und inamyloid. Sie weisen einen Tropfen auf und besitzen eine glatte Oberfläche. Die Basidien sind zylindrisch-keulig geformt und 30–35 × 6–7 µm groß. Sie besitzen je vier Sporen und eine Schnalle an der Basis. Zystiden sind nicht vorhanden. Die Hutdeckschicht besteht aus 3–7 µm dicken, mehr oder weniger parallel liegenden, verflochtenen Hyphen, von denen einige aufsteigen. Die Septen weisen zum Teil Schnallen auf.

## Artabgrenzung
Einige Ritterlingsarten mit weißem Hut besitzen Ähnlichkeiten mit dem Unverschämten Ritterling. Der Lästige Ritterling (Tricholoma inamoenum) wächst in Nadelwäldern, schmeckt mild und besitzt größere Sporen. Der Strohblasse Ritterling (Tricholoma album) besitzt auch alt keinen gasartigen Geruch und kommt unter Eichen vor. Der Seidige Ritterling (Tricholoma columbetta) ist geruchlos und hat bei feuchter Witterung einen schmierigen Hut. Der Salzige Ritterling (Tricholoma sulphurescens) verfärbt sich im Alter und bei Berührung gelb.

## Ökologie und Phänologie
Der Unverschämte Ritterling ist vor allem in mesophilen Buchen- sowie Buchen-Tannen-Wäldern und dort vorrangig in Waldmeister- und Waldgersten-Buchenwäldern zu finden. Daneben wächst er auch in Eichen- und anderen Mischwäldern sowie gelegentlich an Waldwegrändern und in Parks. Der Pilz besiedelt sandige bis lehmige und sickerfrische bis nassfeuchte Böden, die bevorzugt alkalisch bis neutral, seltener sauer sind. Das Ausgangsgestein bilden dabei Kalkgesteine, Mergel und Plutonite. In einigen Regionen kann die Art aber auch häufiger auf saurem Untergrund angetroffen werden.
Der Pilz bildet eine Ektomykorrhiza mit Laubbäumen. Dies sind vor allem die Rotbuche, gefolgt von Eichen. Er kommt jedoch nicht unter Birken vor. Die Fruchtkörper erscheinen einzeln bis gesellig in der Laubstreu oder direkt auf dem Boden. Sie werden von August bis November gebildet. Selten sind sie früher oder später zu finden.

## Verbreitung
Der Unverschämte Ritterling ist in Europa und Asien (Kaukasus, Mittelasien, Ostsibirien) verbreitet. In Europa reicht das Gebiet von Großbritannien, den Niederlanden und Frankreich im Westen bis Belarus im Osten, südwärts bis Spanien, Italien und Rumänien sowie nordwärts bis ins südliche Fennoskandinavien und Estland. In Deutschland ist der Pilz in allen Bundesländern anzutreffen, weist aber eine stark lückige Verbreitung auf.